# Thelcticopis moesta
Thelcticopis moesta är en spindelart som först beskrevs av Carl Ludwig Doleschall 1859.  Thelcticopis moesta ingår i släktet Thelcticopis och familjen jättekrabbspindlar. Inga underarter finns listade i Catalogue of Life.